# Sasa palmata
Sasa palmata es una especie de bambú, originaria del Japón.  

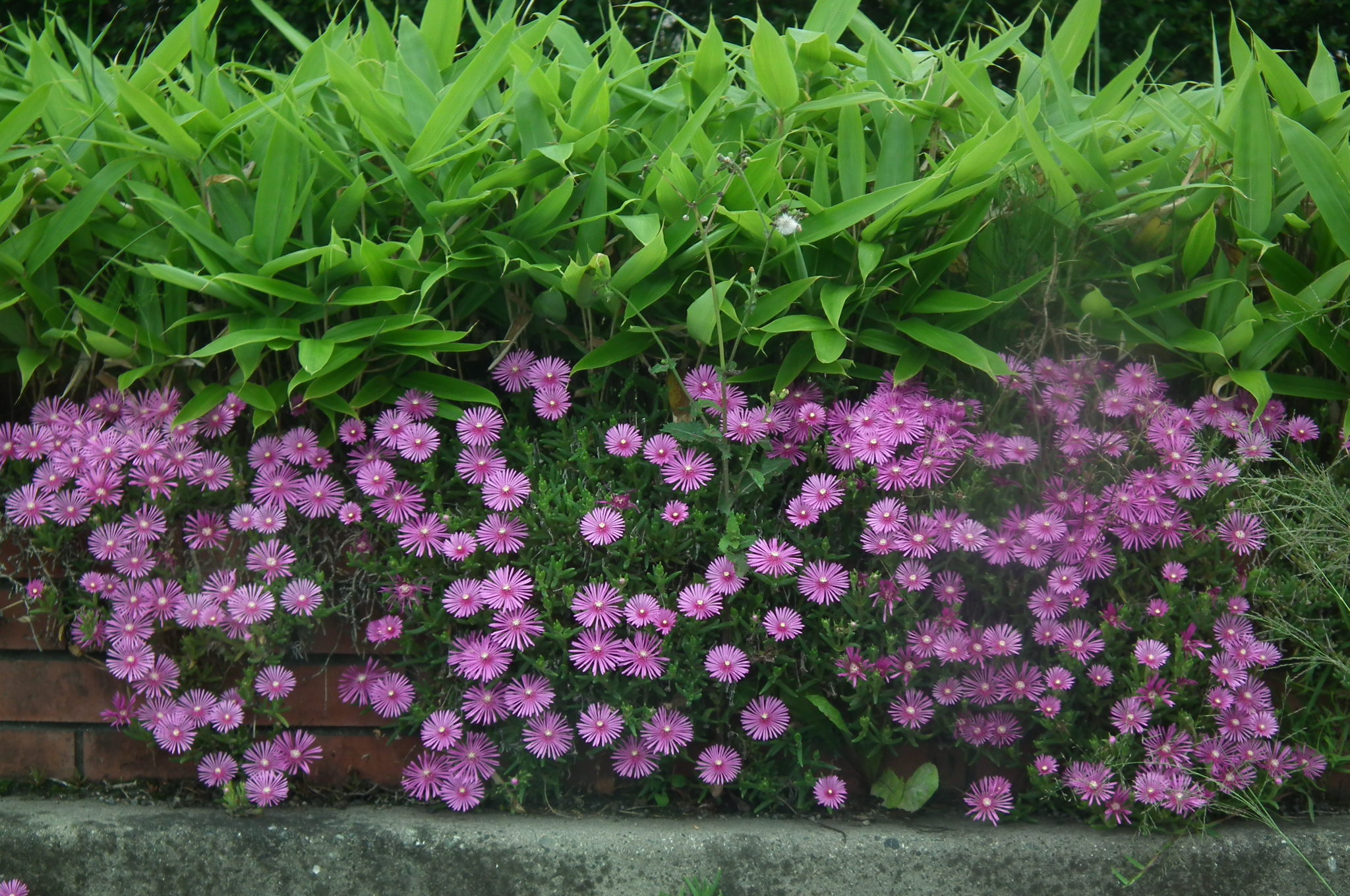
Sasa palmata asociada con Lampranthus spectabilis

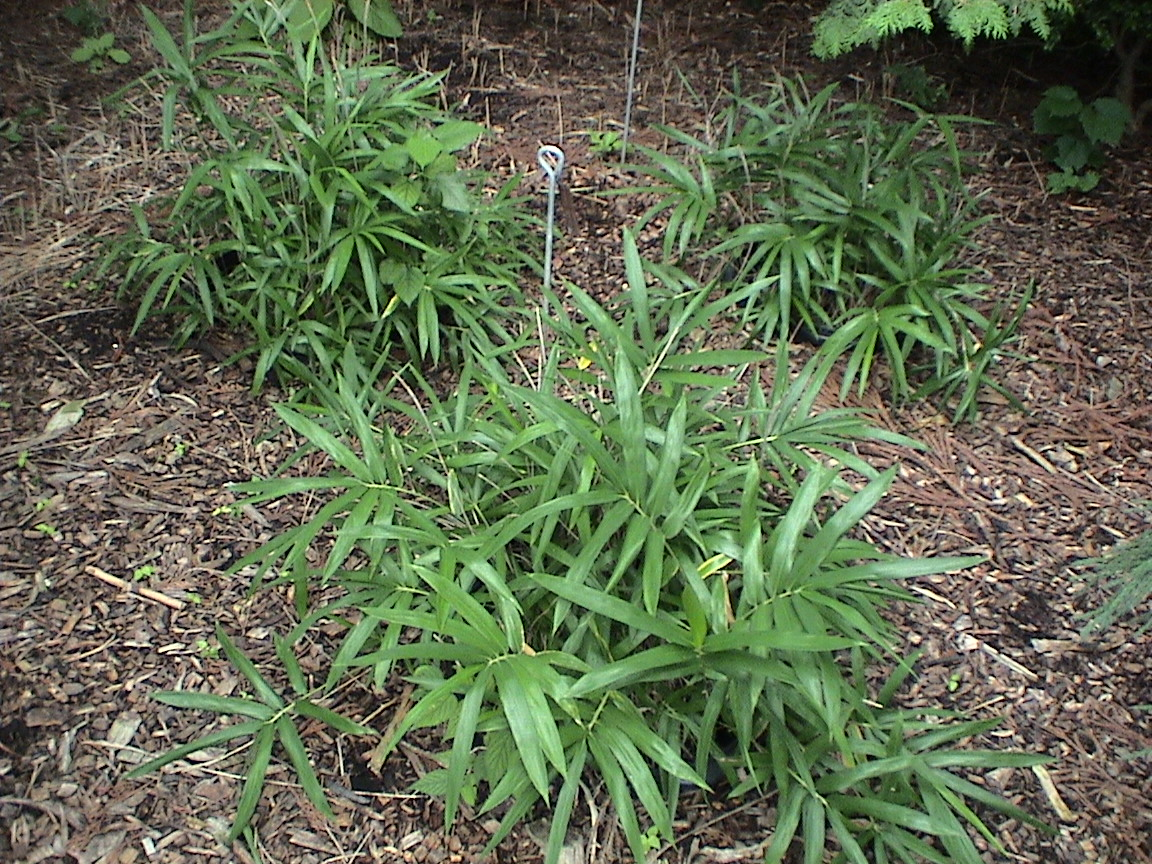
Vista de la planta

## Descripción
Sasa palmata es un pequeño bambú que no sobrepadas los 3 metros de altura. Los tallos en forma de cañas son finas de 10-15 mm, las hojas miden de 20 a 28 cm de lardo y de 5 a 7 cm de ancho.
Reseiste una temperatura de -18 °C.

## Distribución
Es originaria del Japón donde se le conoce como Okuyama-zasa.

## Taxonomía
Sasa palmata fue descrita por (Burb.) E.G.Camus y publicado en Les Bambusées 25. 1913.
Etimología
Sasa: nombre genérico que proviene del nombre japonés para un pequeño bambú.
palmata: epíteto latíno que significa "como una palma".
Sinonimia
- Arundinaria palmata (Burbidge) Bean
- Arundinaria paniculata f. nebulosa Makino
- Bambusa ontakensis (Franch. & Sav.) Makino
- Bambusa palmata Burb.
- Bambusa senanensis var. ontakensis Franch. & Sav.
- Pseudosasa kurilensis var. nebulosa (Makino) Makino
- Sasa amplissima Koidz.
- Sasa australis Makino
- Sasa austrokurilensis Koidz.
- Sasa basihirsuta Koidz.
- Sasa brachyphylla Nakai
- Sasa cernua f. nebulosa (Makino) Tatew.
- Sasa cernua var. nebulosa (Makino) Koidz.
- Sasa chimakisasa Koidz.
- Sasa chimakisasa var. yosaensis Koidz.
- Sasa chokaiensis Makino ex Koidz.
- Sasa consentanea Koidz.
- Sasa dewaensis Koidz.
- Sasa effusa Koidz.
- Sasa epitrichoides Koidz.
- Sasa gracillima f. linearifolia (Koidz.) Sad.Suzuki
- Sasa granditectoria Koidz.
- Sasa inequilateralis Koidz.
- Sasa inequilateralis var. villosa Koidz.
- Sasa koshinaiana Koidz.
- Sasa koshinaiana var. lasionodosa Koidz.
- Sasa kurilensis var. nebulosa (Makino) Makino
- Sasa latitectoria Koidz.
- Sasa linearifolia Koidz.
- Sasa lingulata Koidz.
- Sasa macrophylla Koidz.
- Sasa maruyamana Koidz.
- Sasa muratana Koidz.
- Sasa nakasiretokensis Koidz.
- Sasa nebulosa (Makino & Shibata) Koidz.
- Sasa nebulosa (Makino) Ohwi
- Sasa niijimai Tatew. ex Nakai
- Sasa ontakensis (Franch. & Sav.) Koidz.
- Sasa paludosa Koidz.
- Sasa paniculata f. nebulosa (Makino) Makino & Shibata
- Sasa paniculata var. nebulosa (Makino) P.Vilm.
- Sasa paniculata var. ontakensis (Franch. & Sav.) E.G.Camus
- Sasa pseudobrachyphylla Nakai
- Sasa sattosasa Koidz.
- Sasa senanensis f. nebulosa (Makino) Rehder
- Sasa senanensis var. nebulosa (Makino) Rehder
- Sasa senanensis var. ontakensis (Franch. & Sav.) Nakai
- Sasa shikotanensis Nakai
- Sasa shikotanensis var. pseudobrachyphylla (Nakai) Koidz.
- Sasa shimabarensis Koidz.
- Sasa smectica Koidz.
- Sasa soyensis Nakai
- Sasa stereophylla Koidz.
- Sasa suprapilosa Koidz.
- Sasa tectoria Makino ex Koidz.
- Sasa tectorius var. inequilateralis (Koidz.) Muroi
- Sasa veitchii var. basihirsuta (Koidz.) Sad.Suzuki
- Sasa yagiana Koidz.
- Sasa yosaensis Koidz. & Araki
- Sasa yoshikawana Koidz.[4]